# Rijkskaasmerk

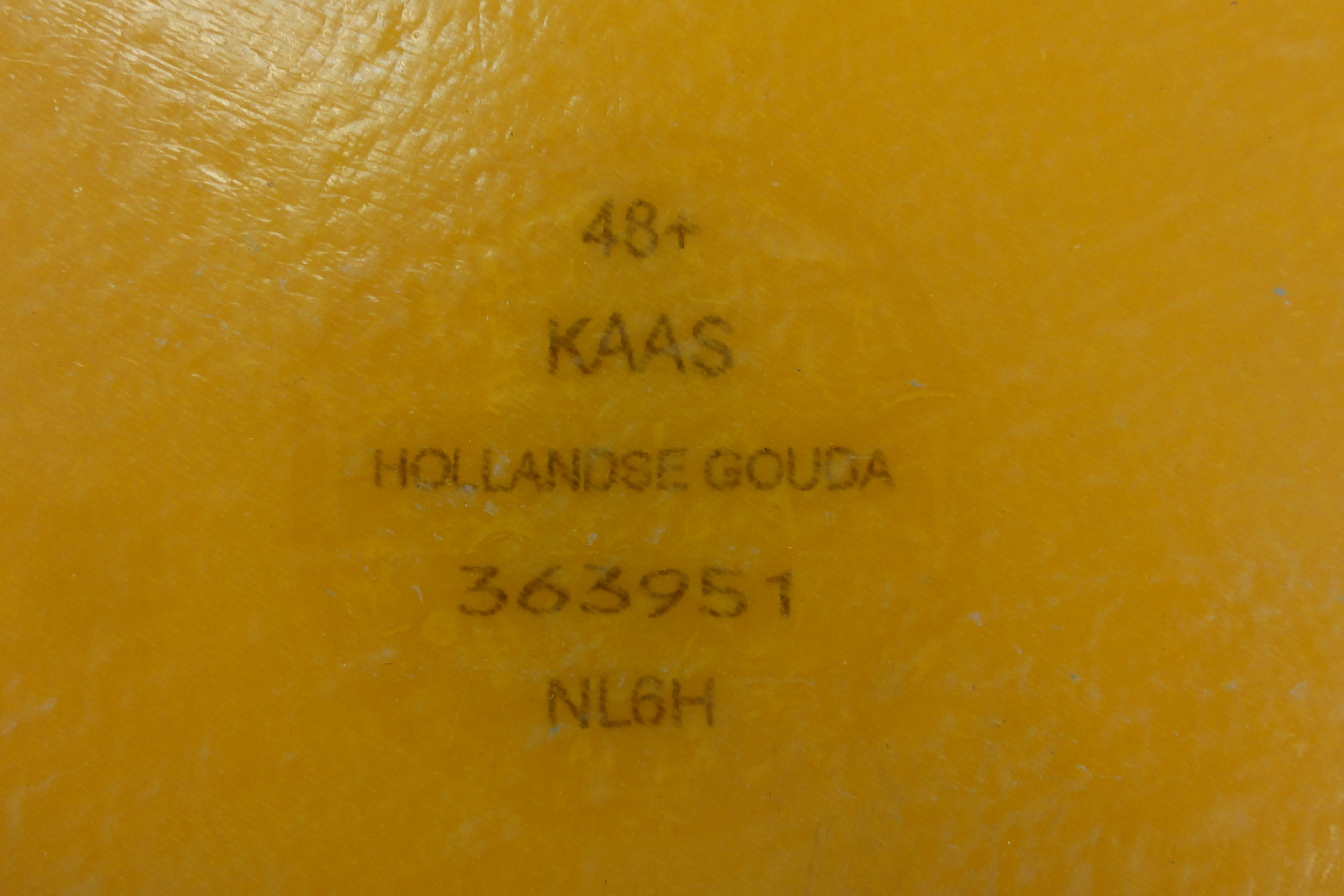
Het rijkskaasmerk op een Hollandse Gouda

Het rijkskaasmerk is een door de Nederlandse overheid voor bepaalde kaas verplicht gesteld teken, dat informatie geeft over de herkomst, de soortnaam en het vetgehalte van de kaas, waardoor gecontroleerd kan worden of de productieregels in acht zijn genomen. Zonder rijkskaasmerk mag de kaas niet worden verkocht. Het bestaat uit een dun, doorzichtig, geperforeerd plaatje van caseïne of caseïne vermengd met glycerol. Elke officiële goedgekeurde kaassoort krijgt zo’n merk, meestal rond van vorm en voor een goede hechting voorzien van perforaties. Door de speciale samenstelling is het kaasmerk gegarandeerd van voedingsmiddelenkwaliteit.

## Ontstaan

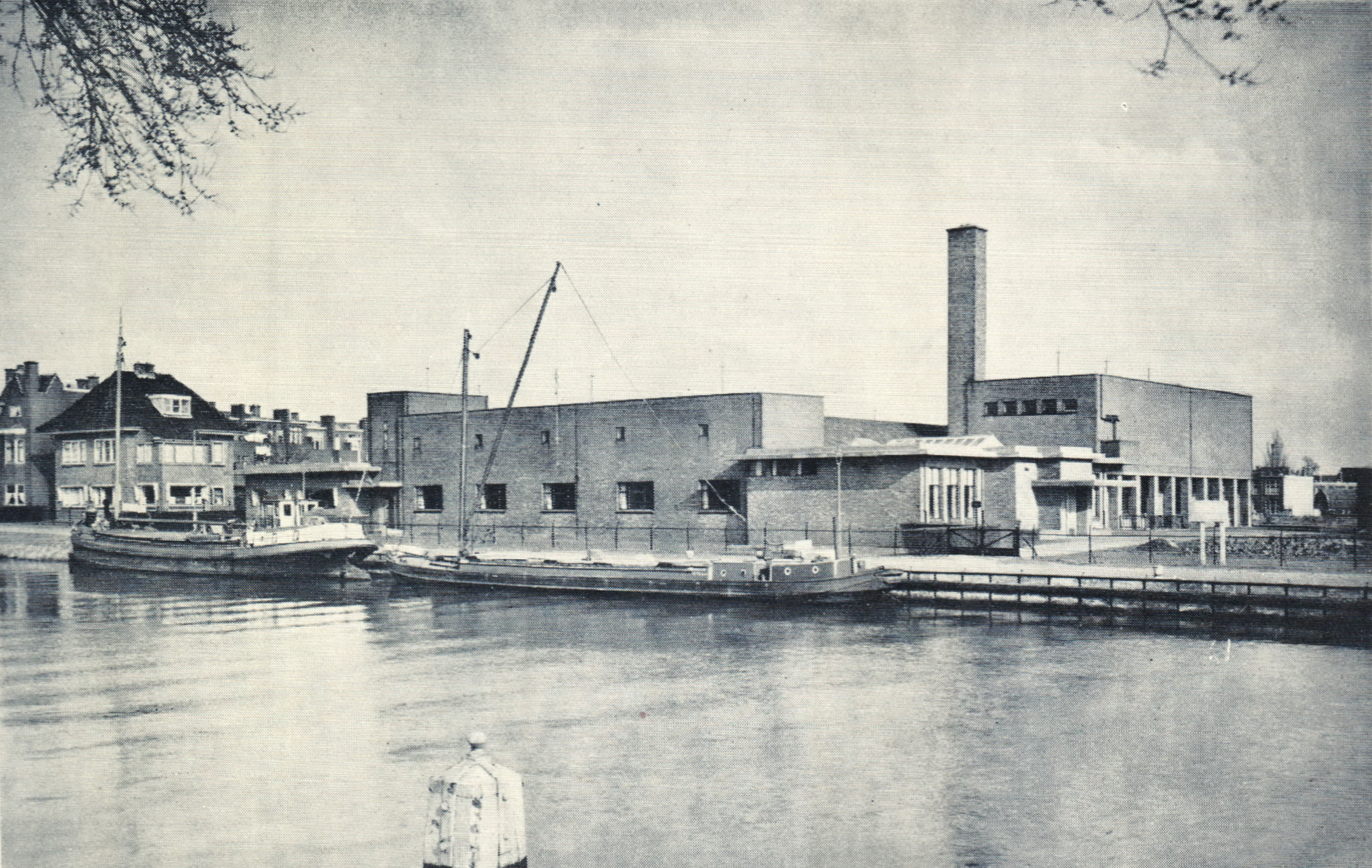
Fabriek Het Kaasmerk in Leiden

Kaas wordt waarschijnlijk al sinds de prehistorie gemaakt en naarmate de handel toenam werden zaken als kwaliteitscontrole en herkomstbepaling steeds belangrijker. In het begin van de twintigste eeuw zijn in Nederland op initiatief van de kaasproducenten en ter bescherming van de concurrentiepositie wettelijke regels voor de kwaliteit van kaas ingevoerd. Zij hadden al eerder kwaliteitsnormen (soort, vorm en vetgehalte) met elkaar afgesproken. Ter controle op de naleving van deze normen werden in eerste instantie in 1906 (particuliere) kaascontrolestations opgericht in de provincies Noord-Holland en Zuid-Holland. Het rijkskaasmerk werd in 1913 wettelijk verplicht. In eerste instantie werd het gemaakt en afgegeven door het Rijkszuivelstation, maar al snel werden deze werkzaamheden overgedragen aan de vereniging "Het kaasmerk", gevestigd in Leiden, die werd opgericht op 6 januari 1920 en die hiervoor speciaal de Rijkskaasmerkenfabriek liet bouwen.
De leden van de vereniging, de erkende kaascontrolestations in Nederland, kregen toestemming om de rijkskaasmerken te maken en te verspreiden overeenkomstig de bepalingen van een overeenkomst met de Staat. De Commissie van Toezicht op de Vereniging 'HetKaasmerk', ingesteld door de minister van Landbouw, Nijverheid en Handel, hield toezicht op de handelingen van het bestuur. De minister had bovendien het recht van goedkeuring bij wijzigingen van de statuten. De Commissie van Toezicht verviel in 1964 door een wijziging in de statuten van de Vereniging. De minister van Landbouw en Visserij kreeg nu het recht adviserende bestuursleden aan te wijzen, die de bestuursvergaderingen mochten bijwonen en het recht op alle gewenste informatie kregen. In 1978 zijn alle boter- en kaascontrolestations onder Rijkstoezicht opgegaan in één privaatrechtelijke controle-instelling, de Stichting Centraal Orgaan Zuivelcontrole (COZ). Op basis van de Landbouwkwaliteitswet is het COZ verantwoordelijk geworden voor het preventieve toezicht op de naleving van de normen alsmede de keuring van kaas.

## Informatie
Elk rijkskaasmerk is voorzien van de volgende gegevens:
- een individueel volgnummer waarmee van elke kaas de herkomst worden vastgesteld, zelfs tot waar, wanneer en in welke kaasbak de kaas werd gemaakt
- het vetgehalte, dat als volgt wordt aangeduid:

R = roomkaas
VV = volvet
60+ = ten minste 60% vet in de droge stof
48+ = ten minste 48% vet in de droge stof
40+ = ten minste 40% vet in de droge stof
30+ = ten minste 30% vet in de droge stof
20+ = ten minste 20% vet in de droge stof
Mager = minder dan 20% vet in de droge stof
- het land van herkomst
- een serie letters, die aangeven tot welke regio de producent behoort:

F staat voor Groningen, Friesland, Drenthe en Overijssel
NH voor Noord-Holland
HB voor de overige provincies
Z voor boerenkaas
Bovendien kan een kaasmerk voorzien worden van een logo en/of digitaal leesbare informatie (datamatrix), waardoor de tracking en tracing van de kaas ook geautomatiseerd kan plaatsvinden.